# 清張通史
『清張通史』（せいちょうつうし）は、小説家の松本清張による、日本古代史の通史。

## 概要
東京新聞にて1976年1月1日から1978年7月6日まで連載され、1976年11月から1983年9月まで、全6冊の単行本が講談社から刊行された。
1986年3月から1989年6月まで、全巻にわたる改稿を経て全6冊の文庫版が講談社文庫から順次刊行された。
「歴史上の推理も、探偵がナゾを解いてゆくのとおなじである」とする著者が、考古学・古代史専門家の議論に自らの仮説を加え、著者が考える弥生時代から奈良時代までの歴史上のポイント（力点）を展開した作品である。

## シリーズ
- 単行本と文庫版でタイトル・項目名に違いがあるが、以下、講談社文庫版に準拠して記述する。

1. 邪馬台国 - 清張通史1
  - いわゆる邪馬台国をめぐる諸説の検討

はじめに／神仙的「倭人伝」／「倭」と「倭人」／虚と実／倭の女王／北部九州のなかの漢／ツイタテ統治／外交往来／南北戦争／信仰風俗／女王国消滅
2. 空白の世紀 - 清張通史2
  - 史料の少ない4世紀・5世紀をめぐる諸説の検討

謎の四世紀／南風をのぞむ／三韓「四国史」／刀と戦勝碑／栄位の欲望／倭の五王／騎馬民族説／応神天皇／大和の「任那」／階級・風俗
3. カミと青銅の迷路 - 清張通史3
  - 日本古代の信仰・祭儀、また銅鐸など青銅器に関する考古学的諸説の検討

時代の謎／艶笑譚／東と西／密儀／古代の日本へ／解けぬ結び目／青銅の迷路／カネとタイコ／製作者／まとめと私説
4. 天皇と豪族 - 清張通史4
  - 6世紀から7世紀前半にいたる政治的動向の検討

壬申の乱前期／続・壬申の乱前期／豪族崩壊／存疑・大化改新／馬子の影／聖徳太子と鎌足／朝鮮のうごき／朝鮮と倭国／虎と詩
5. 壬申の乱 - 清張通史5
  - 画期としての7世紀後半の政治的動向の検討

東国虎歩／壬申戦記／天皇大友／天武／持統／大化改新の実体
6. 古代の終焉 - 清張通史6
  - 奈良時代の政治や宗教をめぐる検討

新官僚／不比等と三千代／長安と奈良／則天武后の話／武后聚像／伝達者／仏教天子／参画者／西方からの光／皇后光明子／天平のうつろい／紫微中台／「古代」の終焉